# Ryszard Żarów
Ryszard Tadeusz Żarów (ur. 19 sierpnia 1952 w Tarnobrzegu)  – polski profesor nauk o kulturze fizycznej, nauczyciel akademicki Akademii Wychowania Fizycznego w Krakowie i Państwowej Wyższej Szkoły Zawodowej w Tarnowie.
Wiceprzewodniczący Zarządu Głównego Polskiego Towarzystwa Antropologicznego na kadencję 2016–2019.
W 2025 otrzymał Krzyż Kawalerski Orderu Odrodzenia Polski.